# L'ultimo dei Nobraino
L'ultimo dei Nobraino è il quinto album in studio del gruppo musicale italiano Nobraino pubblicato il 4 febbraio 2014 dall'etichetta discografica Warner Music Italy.

## Descrizione
Il disco rappresenta in pieno lo spirito della band: impegnato e scanzonato al tempo stesso. Più che mai in questo lavoro si attraversano atmosfere dense di colore e significati alternate ad altre più immediate e stradaiole; testi, strutture e arrangiamenti variano di registro, in continuazione, in una ricerca continua e ambiziosa. Per quanto riguarda lo stile, il disco contiene quattordici tracce capaci di fondere l'indie rock al cantautorato con l'aggiunta di atmosfere folk e testi ironici che da sempre caratterizzano la band.
Il disco viene anticipato il 10 gennaio dal singolo Bigamionista, brano che racconta di un camionista che lavora per anni sulla tratta Marsiglia-Siviglia e che decide di prendere moglie in entrambe le città (da qui il titolo, crasi di bigamo e camionista), mentre il 17 gennaio il gruppo pubblica uno spot-cortometraggio su Vimeo per presentare il titolo del disco. I restanti singoli estratti sono: Luce, Un'altra ancora, Lo scrittore e Endorfine. Vengono realizzati i video musicali di tutti i singoli estratti.
Tra gli altri brani troviamo: Via Zamboni, che è la via della città di Bologna dove si trovano le principali facoltà dell'Università di Bologna; Jacques Pervert rivolta le lettere che compongono il nome del poeta francese Jacques Prévert, per riconsegnare un'idea di amore alternativa; Bella polkona, il cui titolo è un altro gioco di parole e descrive la terra di origine del gruppo; Michè è una sorta di estensione de La ballata di Michè di Fabrizio De André.

## Tracce
Testi e musiche di Lorenzo Kruger e Nestor Fabbri.
1. Esca viva – 3:27
2. Lo scrittore – 2:37
3. Bigamionista – 2:43
4. Un'altra ancora – 3:44
5. Michè – 3:43
6. Via Zamboni – 3:02
7. Sotto al letto – 2:55
8. Luce – 3:12
9. Il muro di Berlino – 3:09
10. Endorfine – 3:47
11. Jacques Pervert – 3:26
12. Il semaforo – 2:58
13. Rallentare a Pietracuta – 3:41
14. Bella Polkona – 3:21

## Crediti
- Lorenzo Kruger - paroliere e voce
- Nobraino - musiche
- Néstor Fabbri - chitarra
- Bartok - basso
- Il Vix - batteria
- David Jr. Barbatosta – tromba, chitarra, 2ª voce
- Manuele Fusaroli - produzione